# 世界びっくりスペシャル
『世界びっくりスペシャル』（せかいびっくりスペシャル）は、1971年10月4日から1972年3月27日までフジテレビ系列局で放送されていたフジテレビ製作のバラエティ番組である。放送時間は毎週月曜 20:00 - 20:56 （日本標準時）。

## 概要
20:00から放送されていた『万国びっくりショー』（第1期）と20:30から放送されていた『世界の秘密』の統合リニューアルによって誕生した1時間番組である。ただし、この2番組から引き続き出演していたのは『世界の秘密』司会の桂小金治のみであり、クイズの解答者は田村正和、松岡きっこ、立川清登、月の家円鏡（後の八代目橘家圓蔵）の4人に変更された。
番組前半が『世界の秘密』、後半が『万国びっくりショー』に相当する内容で、間の時間帯には新コーナーの「ゲストの秘密」を設けていた。2番組が別々だった頃にはオープニングでタイトルコールだけをして始まっていたが、本番組へのリニューアル後にはアメリカ風のアニメーションを流すようになった。
『万国びっくりショー』時代にはロート製薬がスポンサーに付いていたが、本番組ではサンヨー食品その他の複数社提供となり、ロートはスポンサーにはならなかった。これにより、1960年放送開始の『ぼうふら紳士』（かつて小金治が出演していたドラマ）以来フジテレビで11年間続いたロートの一社提供枠が中断したが、番組の終了後に日曜22:00枠でスタートした『夜のグランドショー』でロートの一社提供が再開された（番組前半部分のみ）。

## 参考資料
- 産経新聞[どれ?]
- 毎日新聞縮刷版[どれ?]

| フジテレビ系列 月曜20:00枠 | フジテレビ系列 月曜20:00枠                               | フジテレビ系列 月曜20:00枠                      |
| 前番組 | 番組名                                                   | 次番組                                          |
| --- | -------------------------------------------------------- | ----------------------------------------------- |
| 万国びっくりショー（第1期） （1971年4月5日 - 1971年9月27日） ※20:00 - 20:30世界の秘密 （1971年4月5日 - 1971年9月） ※20:30 - 21:00 | 世界びっくりスペシャル （1971年10月4日 - 1972年3月27日） | 青春をつっ走れ （1972年4月3日 - 1972年7月31日） |